# Аи Писа (Белуно)
Аи Писа (итал. Ai Pissa) је насеље у Италији у округу Белуно, региону Венето.
Према процени из 2011. у насељу је живело 18 становника. Насеље се налази на надморској висини од 370 м.